# Cryptophagus scanicus
Cryptophagus scanicus là một loài bọ cánh cứng trong họ Cryptophagidae. Loài này được Linnaeus miêu tả khoa học năm 1758.